# Luceriola venata
Luceriola venata là một loài bướm đêm trong họ Noctuidae.